# Story City
Story City est une ville américaine du comté de Story, dans l'État de l'Iowa. Elle n'est cependant pas le siège de comté, qui est Nevada. Elle est incorporée le 12 décembre 1881. Au recensement de 2020, elle compte 3 352 habitants.

## Sources
- (en) Cet article est partiellement ou en totalité issu de l’article de Wikipédia en anglais intitulé « Story City, Iowa » (voir la liste des auteurs).